# Massiola
Massiola je italská obec v provincii Verbano-Cusio-Ossola v oblasti Piemont.
K 31. prosinci 2011 zde žilo 137 obyvatel.

## Sousední obce
Anzola d'Ossola, Valstrona